# 长伞梗荚蒾
长伞梗荚蒾（学名：Viburnum longiradiatum）为五福花科荚蒾属的植物，是中国的特有植物。分布于中国大陆的四川、云南等地，生长于海拔900米至2,300米的地区，常生长在山坡林下或灌丛中，目前尚未由人工引种栽培。